# Teulada (Espagne)
Pour les articles homonymes, voir Teulada.
Teulada (en castillan et en valencien) est une commune d'Espagne de la province d'Alicante dans la Communauté valencienne. C'est une petite ville côtière au nord-est de la province dans la comarque de la Marina Alta. Elle est située dans la zone à prédominance linguistique valencienne.
Elle compte plus de 14 000 habitants dont 60 % (en 2009) sont de nationalité étrangère. La population est répartie sur deux zones principales : au nord et à l'intérieur des terres se trouve Teulada, au sud et sur la côte se situe Moraira.

## Géographie

Localisation de Teulada
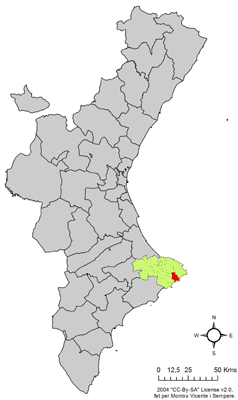
dans la Communauté valencienne.
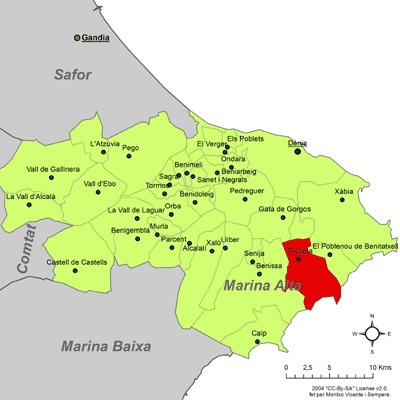
dans la comarque de la Marina Alta.

## Démographie
Teulada compte 14 620 habitants (INE 2009), dont 60,37 % de nationalité étrangère. C'est la cinquième commune d'Espagne au niveau du pourcentage d'étranger. 23,25 % de ceux-ci sont britanniques, 13,19 % sont allemands. 10,46 % du total est originaire de l'Union européenne et 8,35 % de la population sont ibero-américains.
| Évolution de la population |       |       |       |       |       |       |       |       |
| Année                      | 1857  | 1887  | 1900  | 1910  | 1920  | 1930  | 1940  | 1950  |
| Habitants                  | 2 448 | 2 944 | 3 347 | 3 020 | 3 313 | 2 913 | 3 194 | 3 104 |

| Évolution de la population |       |       |       |       |       |        |        |        |
| Année                      | 1960  | 1970  | 1981  | 1991  | 2000  | 2005   | 2006   | 2009   |
| Habitants                  | 2 894 | 2 988 | 3 487 | 5 365 | 9 328 | 11 983 | 12 745 | 14 620 |

## Administration
Liste des maires, depuis les premières élections démocratiques.
| Législature | Nom du Maire            | Parti politique        |
| ----------- | ----------------------- | ---------------------- |
| 1979-1983   | Pedro Garcia Llobell    | UCD                    |
| 1983-1987   | Miguel Martínez Llobell | PP                     |
| 1987-1991   | Miguel Martínez Llobell | PP                     |
| 1991-1995   | Miguel Martínez Llobell | PP                     |
| 1995-1999   | José Bertomeu Cabrera   | PP                     |
| 1999-2003   | José Císcar Bolufer     | Ciudadanos por Moraira |
| 2003-2007   | José Císcar Bolufer     | PP                     |
| 2007-2011   | José Císcar Bolufer     | PP                     |

## Patrimoine
La Torre Cap d'Or fut construite en 1563 pour protéger le littoral des incursions des pirates. Cette tour circulaire est située au sommet du Cap d'Or, mesure 11 mètres de haut et 26 mètres de périmètre.On peut y accéder en marchant le long d'un sentier qui fait le tour de la colline avec une vue sur la mer.

## Plages
Moraira, la partie côtière de Teulada, possède trois plages :
- La platja del Portet est une plage de sable de 350 mètres de long et de 10 mètres de large située à l'est du Club náutic de Moraira et à l'ouest de la Punta de Moraira.
- La platja de l'Ampolla est située entre le Castell de Moraira au nord et la platja de les Platjetes au sud. Elle est longue de 440 mètres sur 25 mètres et est bordée par un passeig.
- La platja de les Platjetes située entre la platja de l'Ampolla au nord et la Cala de l'Andragó au sud, est longue de 370 mètres et large de 15 mètres.

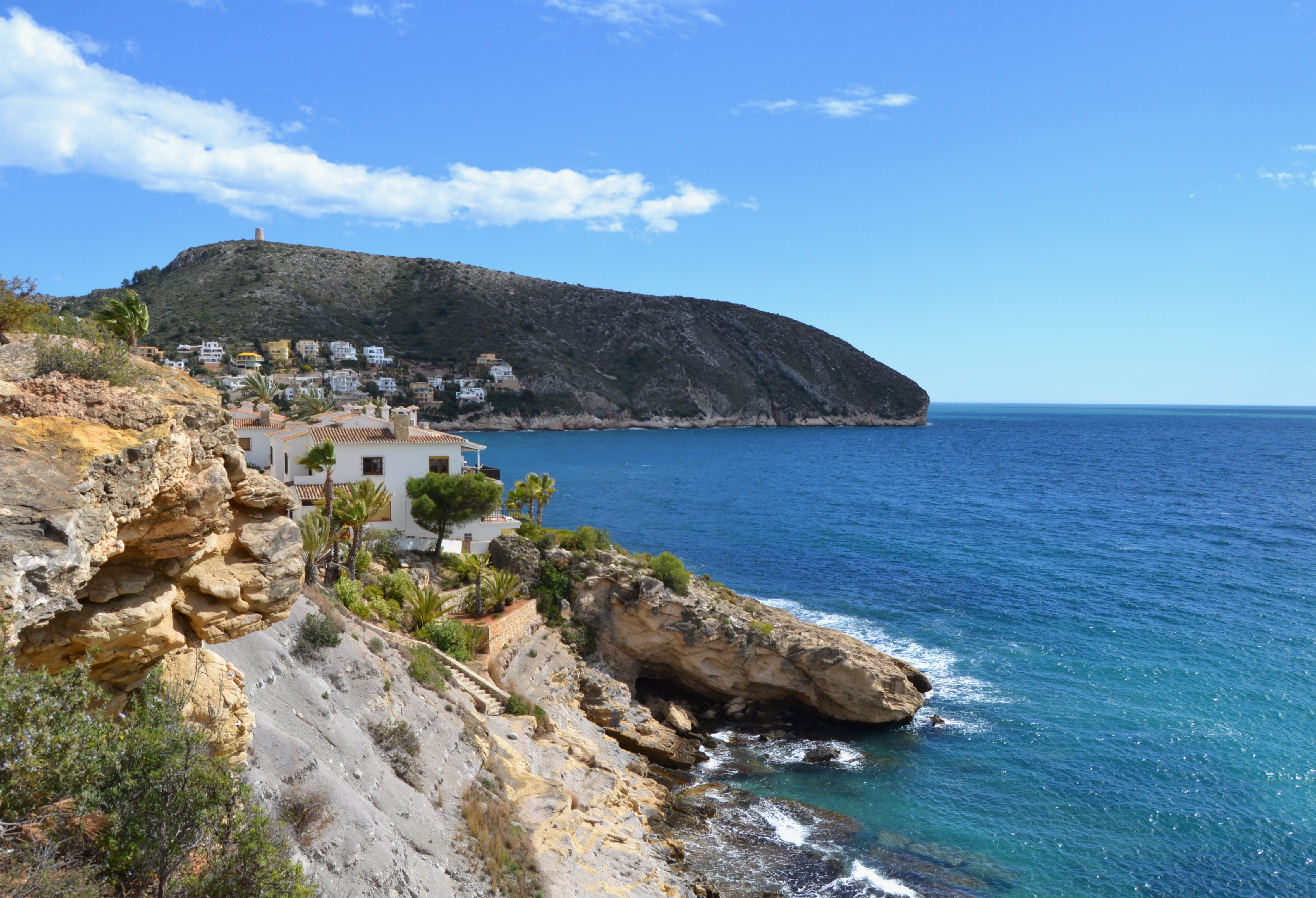
Cala del Portitxol i el cap d'Or dans la localité de Moraira (commune de Teulada)

### Sources
- (es) Cet article est partiellement ou en totalité issu de l’article de Wikipédia en espagnol intitulé « Teulada » (voir la liste des auteurs).